# Distrito de Badgam
Badgam es un distrito de la India en el estado de Jammu y Cachemira. Código ISO: IN.JK.BD.
Comprende una superficie de 1371 km².
El centro administrativo es la ciudad de Badgam.

## Demografía
Según censo 2011 contaba con una población total de 735 753 habitantes, de los cuales 345 048 eran mujeres y 390 705 varones.